# Sebastiano Barisoni

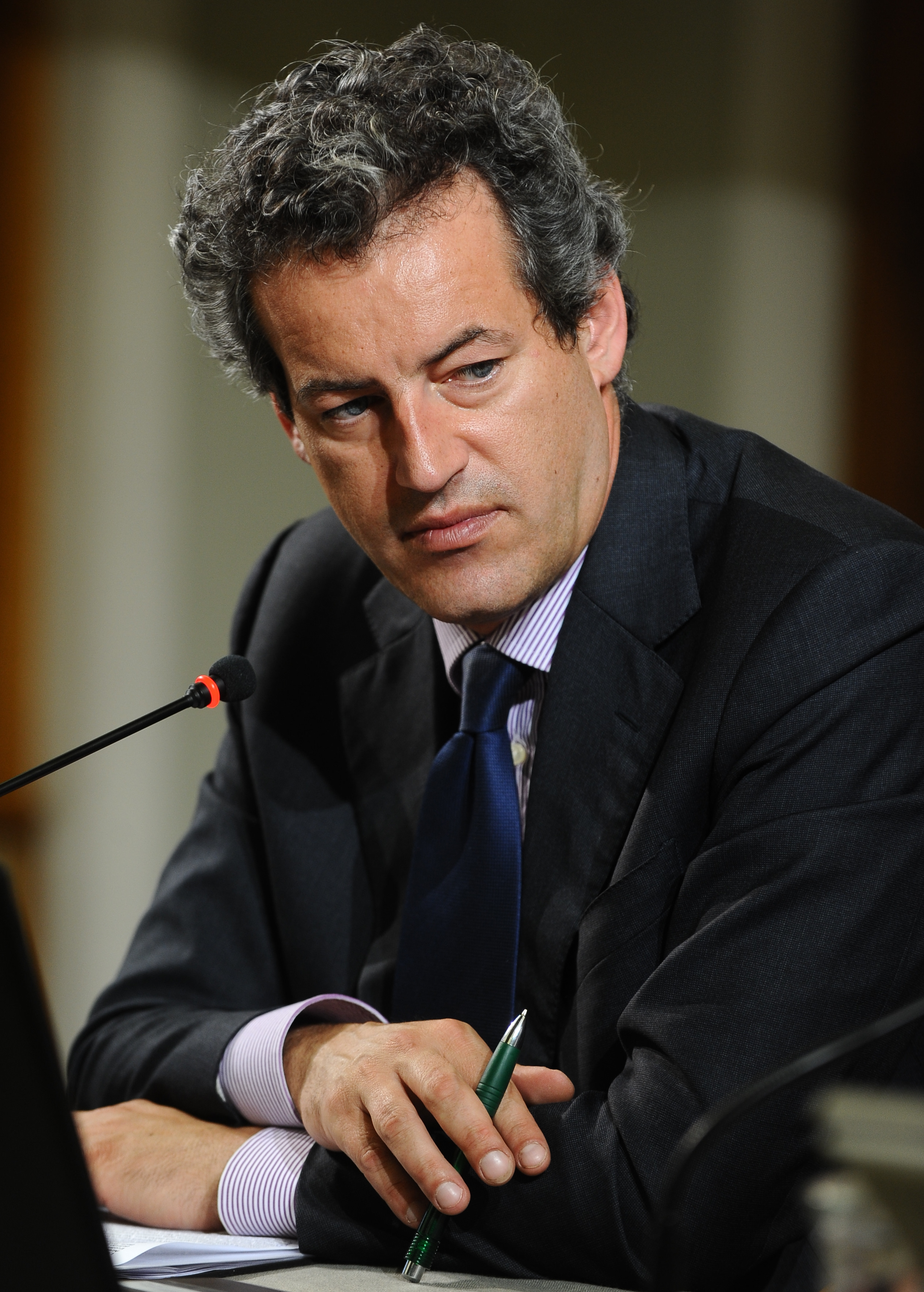
Sebastiano Barisoni al
Festival dell'economia di Trento (2013)

Sebastiano Barisoni (Roma, 11 dicembre 1968) è un giornalista e conduttore radiofonico italiano.

## Biografia
Di famiglia triestina, nasce a Roma, cresce a Venezia e per tanti anni vive a Verona. Si laurea in Relazioni Internazionali all'Università degli Studi di Firenze.
Dopo aver iniziato la carriera come giornalista professionista, dal 1996 lavora a Londra per tre anni presso Bloomberg Television.
Nel 1999 entra a far parte della squadra di Radio 24 sin dalla nascita dell'emittente (4 ottobre): si occupa di finanza e risparmio, e dopo una prima fase in cui conduce Salvadanaio, passa alla conduzione del programma Focus economia, in cui quotidianamente tratta della giornata economico-finanziaria.
Nell'organigramma di Radio 24 è uno dei tre caporedattori e riveste anche il ruolo di vicedirettore esecutivo .
Nel mese di dicembre del 2020 pubblica il suo primo libro “Terra Incognita” in cui riflette sull’economia dopo la pandemia di COVID-19.